# 23-й отдельный батальон связи
23-й отдельный батальон связи — воинское подразделение в вооружённых силах СССР во время Великой Отечественной войны. Во время войны существовало четыре различных подразделения под одним и тем же номером.

## 23-й отдельный батальон связи 1-го стрелкового корпуса
Являлся корпусным батальоном связи 1-го стрелкового корпуса 1-го формирования
В составе действующей армии с 22.06.1941 по 06.07.1941
Уничтожен в первые дни войны в районе Белостока

## 23-й отдельный батальон связи 6-го стрелкового корпуса
С момента формирования корпуса именовался 402-й отдельный батальон связи, 09.07.1943 переименован в 23-й отдельный батальон свзяи
В составе действующей армии с 09.07.1943 по 09.05.1945
Являлся корпусным батальоном связи 6-го стрелкового корпуса, повторил его боевой путь.

## 23-й отдельный батальон связи 23-й танковой дивизии
В действующей армии c 22.06.1941 года по 16.08.1941 года
Являлся дивизионным батальоном связи 23-й танковой дивизии, повторил её боевой путь, вероятно уничтожен в районе Пскова
Расформирован вместе с дивизией 16.08.1941.

## 23-й отдельный батальон связи 23-го района авиационного базирования
В действующей армии c 01.02.1942 года по 15.04.1942 года
Являлся батальоном связи 23-го района авиационного базирования
15.04.1942 переформирован в 23-ю отдельную роту связи 23-го района авиационного базирования

## См.также
- 1-й стрелковый корпус
- 6-й стрелковый корпус
- 23-я танковая дивизия